# Дёрпхоф
Дёрпхоф (нем. Dörphof) — община в Германии, в земле Шлезвиг-Гольштейн. 
Входит в состав района Рендсбург-Экернфёрде. Подчиняется управлению Шванзен.  Население составляет 741 человек (на 31 декабря 2010 года). Занимает площадь 15,02 км².